# ايغون غونتر
ايغون غونتر (بالألمانية: Egon Günther) (و. 1927 – 2017 م) هو مخرج أفلام، وكاتب سيناريو ألماني، ولد في شنيهبرغ، توفي في بوتسدام، عن عمر يناهز 90 عاماً.

## جوائز
حصل على جوائز منها:
- الجائزة الوطنية لجمهورية ألمانيا الديمقراطية.

## وصلات خارجية
- ايغون غونتر على موقع IMDb (الإنجليزية)
- ايغون غونتر على موقع روتن توميتوز (الإنجليزية)
- ايغون غونتر على موقع مونزينجر (الألمانية)
- ايغون غونتر على موقع ألو سيني (الفرنسية)
- ايغون غونتر على موقع أول موفي (الإنجليزية)
- ايغون غونتر على موقع قاعدة بيانات الأفلام السويدية (السويدية)
- ايغون غونتر على موقع قاعدة بيانات الفيلم (الإنجليزية)
- ايغون غونتر على موقع كينوبويسك (الروسية)